# Brian Murray (Jurist)

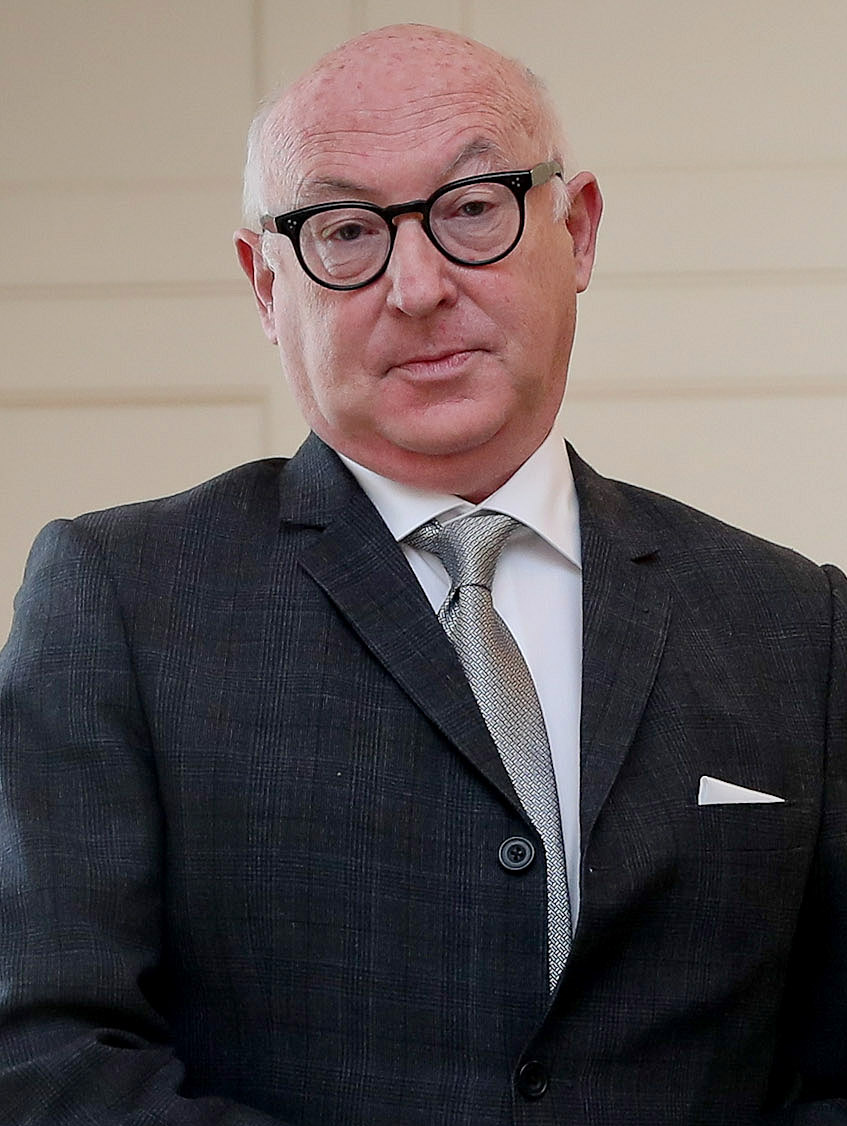
Brian Murray

Brian R. Murray (* im 20. Jahrhundert, Irland) ist ein irischer Richter und früherer Rechtsanwalt, der im Februar 2022 zum Richter am Supreme Court der Republik Irland berufen wurde. Zuvor war er von 2019 bis 2022 Richter am Court of Appeal.

## Leben
Brian Murray studierte am Trinity College Dublin und erwarb einen Bachelorabschluss. Im Anschluss daran folgte die Ausbildung an der University of Cambridge. Dort erhielt er den LL.M. Am King’s Inns absolvierte Murray die Rechtsanwaltsausbildung, in deren Folge er 1989 zur Rechtsanwaltschaft als Barrister zugelassen wurde. 2002 wurde er Senior Counsel.
Schwerpunkt seiner Tätigkeit war das Verfassungs- und Wirtschaftsrecht. 
2019 vertrat er Irland vor dem Europäischen Gerichtshof in der Angelegenheit der Besteuerung von Apple.
Noch im gleichen Jahr wurde er Richter am Court of Appeal. 2022 wurde er dann zum Richter am Supreme Court ernannt.